# The Toll of the Sea (film 1912)
The Toll of the Sea è un cortometraggio muto del 1912. Il nome del regista non viene riportato nei titoli. Il film era interpretato da Jeanie Macpherson e da John G. Adolfi.

## Produzione
Fu prodotto dalla Gem Motion Picture Company.

## Distribuzione
Venne distribuito dall'Universal Film Manufacturing Company che lo fece uscire nelle sale USA il 26 novembre 1912.